# Mohaupt Point
Der Mohaupt Point ist eine Landspitze, die den östlichen Ausläufer der Currituck-Insel im Highjump-Archipel vor der Knox-Küste des ostantarktischen Wilkeslands bildet.
Das Advisory Committee on Antarctic Names benannte 1956 den nördlichen Teil der Currituck-Insel als Mohaupt-Insel in der Annahme, dass es sich dabei um eine eigenständige Insel handelte. Diesen Irrtum räumten Teilnehmer der Zweiten Sowjetischen Antarktisexpedition (1956–1958) aus.
Die Benennung wurde stattdessen 1961 auf die hier beschriebene Landspitze übertragen. Namensgeber ist Harold Ernest Mohaupt (1916–1971), Crewmitglied bei Flügen während der US-amerikanischen Operation Highjump (1946–1947) in diesem Gebiet.